# 超D.プリカスZ
『超D.プリカスZ』（チョウディープリカスゼット）は、2014年7月から2016年6月26日までBS朝日にて放送していたバラエティ番組。

## 概要
スターダスト所属の男子アーティスト集団『EBiDAN』から選抜された、次世代の音楽シーンを担う「超特急」、「DISH//」、「PrizmaX」、「カスタマイZ」の4グループでが出演する、『音楽』と『情報』、さらに歌ありダンスありの新感覚コントを中心にした『バラエティ』が融合した総合エンターテインメント番組。
2016年6月26日で終了、EBiDANグループによる番組は「スター☆ドリーマーズ」に引き継がれる。

## 出演者
- 超特急
- DISH//
- PrizmaX
- カスタマイZ

## 番組スタッフ
- ナレーター：酒巻光宏
- 構成：小高弘嗣、松見寿夫、丹羽周
- ブレーン：松本憲一
- タイトルデザイン：松本眞弓
- 制作デスク：池田彩夏
- 制作事務：林知也、伊羅子政代
- 技術協力：池田屋、タムコ
- 編集・MA：オムニバス・ジャパン
- 音効：稲村淳
- ヘアメイク：片岡順子
- 宣伝：大澤 誠（SDR）、阿部恭久（SDR）
- 協力：早川沙織、中條まゝ衣、苗田澄江、海原千雅
- AD：清水大輔、石間敬悟
- ディレクター：竹田真、小池孝志、川島貴之
- 制作プロデューサー：熱田和哉
- 協力プロデューサー：宮井晶、宮下昌也、福田信以知
- プロデューサー：藤下リョウジ（スターダストプロモーション）、菅谷憲（スターダスト音楽出版）、有賀達也（タッチプランニング）、原田政彦（ロコモーション）
- エグゼクティブプロデューサー : 細野義朗（スターダストプロモーション）
- 制作協力：株式会社タッチプランニング 、株式会社ロコモーション
- 制作：スターダスト音楽出版
- 製作著作：SDR